# فال دي سان فايسينت
بلدية فال دي سان فايسينت (بالإسبانية: Val de San Vicente)‏، هي إحدى بلديات منطقة كانتابريا, المصنفة على أنها مقاطعة أيضاً، في شمال إسبانيا.
يبلغ عدد سكانها 2.610 نسمة وفقاً لإحصائية سنة (2002).